# Colin Woodell
Colin Woodell (San Francisco, 20 dicembre 1991) è un attore statunitense.
È conosciuto per il ruolo di Ethan in Devious Maids - Panni sporchi a Beverly Hills e per quello di Aiden in The Originals.

## Biografia
È cresciuto a Burlingame, in California. Ha una sorella, Keelin Woodell, anche lei un'attrice. Debutta in televisione nella serie Criminal Minds. Successivamente interpreta un ruolo principale in Devious Maids - Panni sporchi a Beverly Hills, dove recita nei panni di Ethan, un ragazzo della piscina che si innamora di Valentina (Edy Ganem), una delle protagoniste. Dopodiché inizia a recitare come personaggio ricorrente in The Originals, dove interpreta la parte del licantropo Aiden. . Attualmente ha una relazione con Danielle Campbell, conosciuta sul set di The Originals.

## Filmografia

### Cinema
- XOXO, regia di Christopher Louie (2016)
- The Neighbor, regia di Aaron Harvey (2018)
- Unsane, regia di Steven Soderbergh (2018)
- Searching, regia di Aneesh Chaganty] (2018)
- Unfriended: Dark Web, regia di Stephen Susco (2018)
- Il richiamo della foresta (The Call of the Wild), regia di Chris Sanders (2020)
- Ambulance, regia di Michael Bay (2022)
- I Love America, regia di Lisa Azuelos (2022)
- Fly Me to the Moon - Le due facce della Luna (Fly Me to the Moon), regia di Greg Berlanti (2024)

### Televisione
- Criminal Minds - serie TV, 1 episodio (2013)
- CSI - Scena del crimine - serie TV, 1 episodio (2014)
- Devious Maids - Panni sporchi a Beverly Hills - serie TV, 13 episodi (2014)
- The Originals - serie TV, 14 episodi (2014-2018)
- Masters of Sex - serie TV, 5 episodi (2015)
- The Purge – serie TV, 10 episodi (2018)
- L'assistente di volo - The Flight Attendant (The Flight Attendant) – serie TV, 9 episodi (2020-2022)
- The Continental: Dal mondo di John Wick (The Continental: From the World of John Wick) - miniserie TV, 3 episodi (2023)

## Doppiatori italiani
Nelle versioni in italiano delle opere in cui ha recitato, Colin Woodell è stato doppiato da:
- Alessandro Campaiola in Unfriended: Dark Web, The Continental - Dal mondo di John Wick, Pulse
- Alessio Nissolino in The Originals, XOXO
- Emanuele Ruzza in Ambulance, I Love America
- Stefano Thermes in Criminal Minds
- Lorenzo De Angelis in Devious Maids - Panni sporchi a Beverly Hills
- Alessio Puccio in Designated Survivor
- Diego Baldoin in The Purge
- Gianluca Cortesi ne Il richiamo della foresta
- Marco Vivio ne L'assistente di volo - The Flight Attendant